# 村田路人
村田 路人（むらた みちひと、1955年 - ）は、日本の日本史学者、大阪大学名誉教授、神戸女子大学教授。

## 経歴
大阪府生まれ。1977年大阪大学文学部史学科卒、1981年同大学院博士課程満期退学、大阪大学助手、1990年京都橘女子大学専任講師、1992年助教授、1996年大阪大学文学部助教授を経て、2002年同文学研究科教授。1994年「近世地域支配の研究」で阪大博士（文学）。2020年定年退任、名誉教授、神戸女子大学文学部教授となる。

## 著書
- 『近世広域支配の研究』大阪大学出版会 1995
- 『近世の淀川治水』山川出版社 日本史リブレット 2009
- 『近世畿内近国支配論』塙書房 2019

### 共編
- 『大坂 摂津・河内・和泉』今井修平共編 吉川弘文館 街道の日本史 2006

## 論文
- <村田路人